# Bernard Fitzalan-Howard, 16. hertug af Norfolk, 13. lord af Herries af Terregles
Bernard Marmaduke Fitzalan-Howard, 16. hertug af Norfolk, 13. lord af Herries af Terregles KG GCVO GBE TD PC (30. maj 1908 – 31. januar 1975) var en britisk politiker. Han var parlamentarisk sekretær for landbrugsministeren 1941-1945. 
Han var søn af Henry Fitzalan-Howard, 15. hertug af Norfolk og Gwendolen Mary Fitzalan-Howard, hertuginde af Norfolk, 12. lady Herries af Terregles. Han arvede sin far titel i 1917 og sin mors titel i 1945.

## Familie
Bernard Fitzalan-Howard var gift med den ærede Lavinia Mary Strutt.
Bernard og Lavinia Fitzalan-Howard fik fire døtre, tre børnebørn og to oldebørn. Den yngste datter var gift med den konservative politiker Michael Ancram (født 1945, død 2024). Den ældste datterdatter er gift med den konservative politiker Nick Hurd (født 1962). 
Parrets ældste datter blev den 14. lady Herries af Terregles. Den næstældste datter blev den 15. lady Herries af Terregles. Senere blev den yngste af de fire døtre den 16. lady Herries af Terregles.

## Earl Marshal
Bernard Fitzalan-Howard var Earl Marshal i 1917 – 1975. Han var med til at arrangere statsbegravelserne af kong Georg 6. (1952) og af Winston Churchill (1965). Han var også med til at arrangere kroningerne af kong Georg 6. (1937) og af dronning Elizabeth 2. (1953). Endelig var han med i planlægningen af prins Charles' indsættelse som fyrste af Wales (1958). 
 Der er for få eller ingen kildehenvisninger i denne artikel, hvilket er et problem. Du kan hjælpe ved at angive troværdige kilder til de påstande, som fremføres i artiklen.